# Roman Murawski (bokser)
Roman Murawski (ur. 23 października 1931 w Suwałkach, zm. 16 grudnia 1971 w Szczecinie) – polski bokser, reprezentant Polski.
Pierwsze kroki w boksie stawiał w klubie Ogniwo Szczecin w 1948 roku. W następnych latach reprezentował barwy Budowlanych Szczecin, Gwardii Szczecin, Gwardii Warszawa i Kolejarza Szczecin. Startując w mistrzostwach kraju, zdobył mistrzostwo Polski w 1951 i 1952, oraz wywalczył wicemistrzostwo kraju w 1953 w wadze muszej, by po dwóch latach ponownie zostać mistrzem w 1954 w kategorii koguciej. W latach 1952–1955 pięciokrotnie wystąpił w reprezentacji Polski odnosząc 3 zwycięstwa, przy 2 porażkach, walcząc w kategorii muszej i koguciej. W pierwszej połowie lat pięćdziesiątych należał do najlepszych pięściarzy Polski wagi muszej.
Został pochowany na cmentarzu Centralnym w Szczecinie (kw. 46D, rz. 8, nr. 6).